# Meurthe
De Meurthe is een rivier in Frankrijk. Hij ontspringt in de Vogezen tussen de Hohneck en de Col de la Schlucht. Hij mondt bij Frouard in de Moezel uit.
De Meurthe stroomt door twee departementen in de regio Grand Est: Vosges en Meurthe-et-Moselle.
De belangrijkste zijrivieren zijn de Fave, de Rabodeau, de Plaine, de Vezouze, de Mortagne en de Sânon.
De Meurthe komt door de volgende steden: Fraize, Saint-Dié-des-Vosges, Raon-l'Étape, Baccarat, Lunéville en, voordat de Meurthe in de Moezel uitkomt, door Nancy.

## Aangrenzende gemeenten
Gemeentenamen die naar de rivier verwijzen, met de stroom mee:
- in het departement Vogezen: Ban-sur-Meurthe-Clefcy, Saulcy-sur-Meurthe en Saint-Michel-sur-Meurthe,
- in het departement Meurthe-et-Moselle: Thiaville-sur-Meurthe, Mont-sur-Meurthe, Dombasle-sur-Meurthe en Art-sur-Meurthe.

- Bibliothèque nationale de France: cb11958898k (data)
- Gemeinsame Normdatei: 7744584-3
- Système universitaire de documentation: 113587910
- Virtual International Authority File: 143093917
- WorldCat: E39PBJvxqr9dr8RHqRyrkFB9Dq